# Fermersbach
Der Fermersbach, im Oberlauf Bärnbach, ist ein ganzjähriges Fließgewässer im Karwendel und bildet auf 8,99 km die Grenze zwischen Bayern, Deutschland und Tirol, Österreich.

## Name
Der schriftliche Erstbeleg nennt den Fluss Fermanspach (ca. 1563). Der Name leitet sich von einem Personennamen Ferman ab.

## Geographie

### Verlauf
Der Fermersbach entsteht als Bärnbach unterhalb des Bärnalpkopfes auf deutschem Gebiet, bevor er ab dem Zulauf aus dem Wechselgraben die deutsch-österreichische Grenze bildet. Er nimmt noch den Sandbach von links auf und verläuft dann im Tal zwischen Vorderskopf im Süden und dem Kamm des Galgenstangenjochs im Norden bis zur Mündung in den Rißbach.
Der Fermersbach bildet außerdem die südliche Grenze des Naturschutzgebietes Karwendel und Karwendelvorgebirge.
Auf historischen Karten entsteht der Fermersbach aus dem Zusammenfluss von Moosgraben-Vereinbach und Sandbach. Der Bärnbach (historisch: Bernbach) war damit rechter Zufluss.

### Zuflüsse
Der Fermersbach entwässert mit seinen zahlreichen Zuflüssen das gesamte in etwa 9 km lange, ansonsten namenlose Tal, das sich zwischen dem Grat des Galgenstangenjochs im Norden, dem relativ eigenständigen Vorderskopf im Süden und dem Talschluss mit Soiernspitze, dem Kamm der Nördlichen Karwendelkette und der Rappenklammspitze erstreckt. Am Talschluss befinden sich auch die westlichsten Zuflüsse mit Sandbach und Moosgraben-Vereinbach am Sattel zum westlich gelegenen Tal des Seinsbachs bei der Krinner-Kofler-Hütte. Ein weiterer wichtiger Zweig kommt mit dem Bärnbach, auf heutigen Karten als Oberlauf bezeichnet von den dortigen Nordabfällen der Nördlichen Karwendelkette. Weiterhin erwähnenswert ist der Zufluss des Aubachs, der am Sattel zwischen Vorderskopf und Ronberg bei der Vordersbachau entsteht.